# Batalla de Khanua
La batalla de Khanua fue un enfrentamiento armado sucedido en el pueblo homónimo a 60 km al oeste de Agra el 17 de marzo de 1527. Fue la segunda batalla de la campaña de conquista del norte de la India del primer emperador mogol Babur después de la batalla de Panipat.  
Después de derrotar a Ibrahim Lodi, Babur tuvo que enfrentar a uno de los últimos miembros de la dinastía Lodi, Mahmud Lodi, hijo de su gran enemigo Sikandar (sultán de Delhi entre 1489 y 1517) y hermano menor de Ibrahim. A medida que el nuevo Imperio mogol se expandía empezó a enfrentarse a sus rivales de Agra y la Rajputana. Entre estos se encontraban los temibles guerreros rajputs musulmanes liderados por el rajá Hasan Khan Mewati de Mewat quien consiguió el apoyo del rajput hindú Rana Sanga gobernante en la misma región, ya que ambas comunidades religiosas tenían el mismo objetivo de expulsar a los mogoles musulmanes, aunque algunos rajputs musulmanes prefirieron colaborar con las fuerzas invasoras.
El ejército organizado por ambos aliados era mucho mayor y mejor organizado que el de Lodi, por lo que fue Rana Shanga el que dirigió la batalla. A pesar de su superioridad numérica, los rajputs serán incapaces de perforar la defensa mogola conformada por una línea de carros unidos por cadenas (como ya habían hecho en Panipat). Además los mogoles disponían de armas de fuego (mosquetes, cañones y morteros), mientras que los rajputs sólo disponían de armas tradicionales, lo cual hacía que antes de llegar al combate cuerpo a cuerpo los rajputs sufrieran numerosas bajas, en muchos casos no siquiera llegaron a las líneas mogolas siendo rechazados por la lluvia de fuego lanzada por los Mogoles. Hay que contar que la superioridad numérica de los rajputs jugará en su contra, ya que como escribió el propio Babur en su autobiografía: "cada bala encontró su casillero". Tras sufrir enormes bajas atacando el centro Rana decidirá cambiar de estrategia y atacar los flancos Mogoles, esto hará que la mayoría de fuerzas mogolas se concentren en los flancos mientras la batalla escalaba y las cargas (ya desesperadas) de los rajputs se sucedían. Babur intentará realizar un movimiento de pinza para envolver a las fuerzas enemigas y aniquilarlos, sin embargo desistirá, decidiéndose por una estrategia más conservadora.  En medio de la batalla una bala perdida alcanzará a Rana, dejándolo inconsciente y fuera de la batalla. Viendo la batalla perdida, Silhadi, jefe rajputs del noreste de Malwa y comandante de la fuerza de mercenarios Purabiya, 
cambió de bando en plena batalla atacando a los rajputs. En medio de todo esto, una bala alcanzará a Rana, dejándolo inconsciente y fuera de la batalla. El nuevo líder de las fuerzas aliadas decidirá lanzar un nuevo ataque contra los flancos de Babur, ya reforzados, el ataque será un desastre, finalizando con cuantiosas bajas para los rajputs. En un último intento por ganar los rajputs se lanzarán en un ataque contra el centro mogol, pero Babur ya había previsto esto, desde el pequeño descanso que brindó la baja de Rana mandó fuerzas hacia al centro, y tras el fracaso de la última ofensiva en los flancos Babur decide mandar sus mejores fuerzas al centro a esperar el ataque rajput y después contraatacar. Todo saldrá según lo planeado y el contraataque mogol cogerá por sorpresa a los rajputs que huirán desesperados. La rápida huida tendrá como efecto que finalmente el alto mando aliado quedará en primera línea, por lo que fue aniquilado.  Los aliados fueron finalmente derrotados y su fuerza destruida. El nieto de Babur, Akbar el Grande mando construir el fuerte Fatehpur Sikri en honor a la victoria de su abuelo.